# 소녀, 하늘을 날다!
《소녀, 하늘을 날다!》(トリガール！, Tori Girl!)는 일본에서 제작된 하나부사 츠토무 감독의 2017년 멜로/로맨스 영화이다. 츠치야 타오 등이 주연으로 출연하였다. 이 영화는 2017년 멜버른 일본 영화제에서 상영되었다. 고 나카무라의 소설 토리걸(トリガール！, 2012년 KADOKAWA MAGAZINES 출판)에 기반을 둔다.

## 출연

### 주연
- 츠치야 타오
- 마미야 쇼타로
- 타카스기 마히로

### 조연
- 이케다 에라이자
- 야모토 유마
- 사소 유키

## 기타
- 원작자: 나카무라 코우